# Dissopsalis
Dissopsalis és un gènere de mamífers carnívors extints de l'ordre dels creodonts. L'espècie més antiga D. pyroclasticus, visqué a Kenya durant el Miocè mitjà, mentre que la més recent, D. carnifex, visqué al Pakistan, l'Índia i la Xina durant el Miocè mitjà-superior.
Dissopsalis és el gènere de creodont més recent conegut. Visqué juntament amb el seu parent Hyaenodon weilini durant el Miocè a la Xina i sobrevisqué fins a finals del Miocè.